# Орден Югославской Народной Армии
Орден Югославской Народной Армии или просто Орден Народной Армии (сербохорв. Орден народне армије / Orden narodne armije, макед. Орден на народна армија, словен. Red ljudske armade) — награда Социалистической Федеративной Республики Югославии. Орденом награждались военачальники за особые успехи и заслуги во время службы в Югославской народной армии.

## Описание
Орден Югославской Народной Армии I, II и III степеней был учреждён 29 декабря 1951 Президиумом Народной Скупщины Федеративной Народной Республики Югославии. Им награждались лица за личные заслуги в организации вооружённых сил Югославии или за личные успехи в командовании воинскими частями, их обучении и обеспечении обороноспособности страны. Орден I степени назывался Орденом с лавровым венком, Орден II степени — Орденом с золотой звездой, Орден III степени — Орденом с серебряной звездой.
Для составления эскиза ордена был проведён государственный конкурс, победителем которого стал Андрея Андреевич из Белграда. 13 мая 1952 было проведено первое награждение: всего до конца 1985 года было награждено 536 человек Орденом с лавровым венком, 9137 человек Орденом с золотой звездой и 45384 человека Орденом с серебряной звездой.
Награда была утверждена в качестве официальной и в Союзной Республике Югославии (а позднее в Союзе Сербии и Черногории) указом от 4 декабря 1998, но уже под именем Орден Войска Югославии.